# Marozi
Die Marozi sind Löwen mit geflecktem Fell, die in Kenia beheimatet sein sollen. Die tatsächliche Existenz dieser Tiere ist nicht nachgewiesen und sie werden entsprechend als Kryptiden behandelt.

## Beschreibung

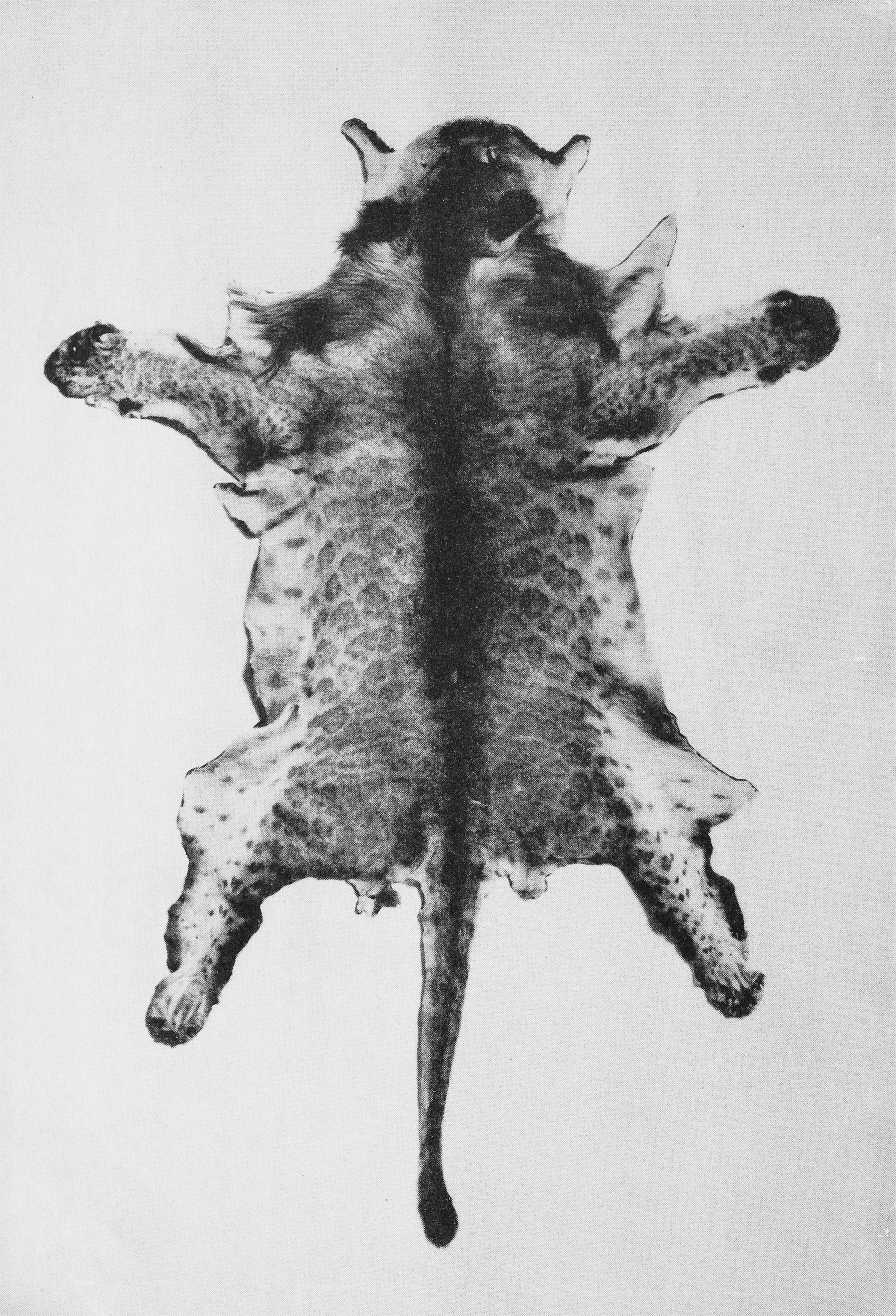
Fell einer Großkatze, die angeblich ein Marozi war; erlegt 1931 von Michael Trent

Die Marozi gleichen vom Körperbau her kleineren Löwen. Auffällig ist die Fleckenzeichnung ihres Fells. Sie soll dem der Leoparden gleichen. Die Flecken sind in schrägen, vertikalen Linien am Körper des Tieres angeordnet. Des Weiteren sollen die Tiere nur in Pärchen unterwegs sein, was sowohl für Löwen als auch für Leoparden ungewöhnlich ist.

## Geschichte
Berichte über die Sichtung der gefleckten Löwen sind bereits aus den ersten Jahren des 20. Jahrhunderts bekannt. Dem britischen Offizier Richard Meinertzhagen wurde von den einheimischen Kikuyu im Jahre 1903 von den marozi, den gefleckten Löwen, berichtet, die der Stamm eindeutig von den Löwen, den simba, unterschied. 1924 berichtete der Naturkundler Blayney Percival von einem Löwenpärchen mit äußerst ungewöhnlichem Fell, das er selbst erlegt hatte.
Eine weitere Sichtung gelang George Hamilton-Snowball in den Aberdares. Das erste Mal hörte er bereits von den gefleckten Löwen, nachdem er einen Leoparden geschossen hatte, der ungewöhnlich groß und dunkel gefärbt war. Seine Träger erzählten ihm, dies sei kein normaler Leopard, sondern ein damasia. Diese Wesen würden sich genauso von Leoparden unterscheiden wie ein Löwe von einem Marozi. Im Herbst 1923 überquerte Hamilton-Snowball gerade zu Fuß die Berge, als er zwei Löwen erblickte, die sich, fast 200 Meter von ihm entfernt, auf ihn zubewegten. Er hielt sie aufgrund der schlechten Sichtverhältnisse für zwei sehr gelbbraun gefärbte und durchnässte Leoparden. Er wunderte sich, wieso seine Träger immer wieder „Marozi, Marozi“ flüsterten. Nachdem die zwei Tiere in dem nahe gelegenen Wald verschwunden waren, befragte der Großwildjäger seine Begleiter nach diesen Tieren. Sie erzählten ihm, dass die Marozi hier oben in den Bergwäldern lebten und immer nur zu zweit unterwegs seien.
Powy Cobb, der sich mit der Tierwelt Afrikas sehr gut auskannte, war davon überzeugt, dass in den Bergen eine unbekannte Löwenart lebt. Er überraschte auf einer seiner regelmäßigen Patrouillen eine unbekannte Großkatze, die bereits mehrere Kühe seiner Farm attackiert hatte. Er beschrieb sie als eine größenmäßig zwischen Leopard und Löwe liegende Raubkatze. Er verfolgte das Tier bis in den dichten Wald, musste dort jedoch die Verfolgung aufgeben. Die später gefundenen Fußspuren ähnelten denen eines kleinen Löwen.
1931 gelang es dem Farmer Michael Trent, einen Beweis für die Existenz der Tiere zu erbringen. Mit Hilfe eines Köders lockte er in den Aberdare-Bergen ein Marozi-Pärchen an und erlegte es. Die Felle behielt der Farmer als Trophäen und ließ die Kadaver der Tiere zurück. Später versuchten Wissenschaftler die Überreste der Körper zu finden, doch es konnten nur noch Teile eines der Schädel sichergestellt und untersucht werden. Das Fell des männlichen Tieres wird in der nicht öffentlichen Sammlung des Natural History Museum in London aufbewahrt, wo es auch vom Zoologen und Raubtierexperten Reginald Pocock untersucht wurde. Pockock und Bernard Heuvelmans, der Begründer der modernen Kryptozoologie, verliehen dem Marozi den wissenschaftlichen Namen Leo maculatus, der gefleckte Löwe.
1934 führte Kenneth Gandar-Dower eine Expedition zum Mount-Kenya-Massiv und zur Aberdare Range an, um einen Marozi zu fangen, war jedoch erfolglos.

## Kontroverse
Trotz des vermeintlichen Beweises ist die Existenz der Marozi weiterhin umstritten. Die Geschichten um die gefleckten Löwen von Kenia wurden nach dem Zweiten Weltkrieg als romantische Wildnismärchen abgetan. Erklärungen für die Sichtungen der Marozi wurden viele gegeben. So gingen einige Forscher von schlichten optischen Täuschungen aus, andere wiesen darauf hin, dass in Zoos bereits Hybriden aus Löwen und Leoparden bekannt waren, auch kommt bei Löwen zuweilen bei Erwachsenen noch ein atavistisches Fleckenmuster vor, das normalerweise nur Jungtiere tragen. An der Existenz einer neuen Löwenart, die sich dem Leben in den Bergwäldern angepasst hatte, hielten nur wenige fest.